# Akira Takabe
Akira Takabe (高部 聖 Takabe Akira?), född 9 maj 1982 i Yamanashi prefektur, är en japansk före detta fotbollsspelare.
Takabe började sin karriär 2003 i Tokyo Verdy. Efter Tokyo Verdy spelade han för Rosso Kumamoto och FC Mi-O Biwako Kusatsu. Han avslutade karriären 2006.